# ۴۳۳ (میلادی)

## رویدادها
- پترونیوس ماکسیموس کنسول روم می‌شود.

## زادروزها
- اودوآکر

## مرگ‌ها
- جان کاسیان (John Cassian)، یکی از قدیسین فرقه مسیحی پدران صحرا.